# IC 5045
IC 5045 — галактика типу Sb (компактна витягнута галактика) у сузір'ї Павич.
Цей об'єкт міститься в оригінальній редакції індексного каталогу.